# Fairview (Kalifornija)
Fairview je naseljeno područje za statističke svrhe u američkoj saveznoj državi Kalifornija. Prema popisu stanovništva iz 2010. u njemu je živjelo 10,003 stanovnika.